# 익산 분기점
익산 분기점(益山分岐點, Iksan Junction, 익산JC)은 전북특별자치도 익산시 왕궁면 구덕리, 완주군 봉동읍 구암리에 걸쳐 설치된 익산평택고속도로와 호남고속도로, 새만금포항고속도로지선이 만나는 분기점이자 익산평택고속도로와 새만금포항고속도로지선의 기점이다. 미래에 익산평택고속도로가 개통될 예정이다.

## 연혁
- 2007년 12월 13일 : 익산포항고속도로 익산 ~ 장수 구간 개통과 함께 영업 개시[1]
- 2019년 12월 6일 : 익산평택고속도로 신설을 위해 익산시 도시계획시설 교통광장에 왕궁면 구덕리 일원을 익산 분기점으로 고시[2]

## 구조물 정보
직결램프 포함 클로버형 입체 교차로이며 호남고속도로 전주 방향에서 새만금포항고속도로 장수 방향으로 이어지는 램프가 직결형이다.
- 위치: 전북특별자치도 익산시 왕궁면 구덕리, 완주군 봉동읍 구암리

## 접속하는 노선

### 순천・논산방면
- 호남고속도로 (27번)

### 완주방면
- 새만금포항고속도로지선 (1번)